# لتانية صفراء
لتانية صفراء (الاسم العلمي: Latania verschaffeltii) هو نوع نباتي يتبع جنس اللتانية من فصيلة الفوفلية.